# Ostróvske (Pervomàiske)
|  | Per a altres significats, vegeu «Ostróvskoie». |

Ostróvske (en (ucraïnès): Островське, en rus: Островское) és un poble de la República Autònoma de Crimea a Ucraïna, que el 2014 tenia 1.123 habitants. Pertany al districte rural de Pervomàiske.